# Stal Gorzów Wielkopolski (żużel) w sezonie 2012
Sezon 2012 był 46. Stali Gorzów Wielkopolski w ekstralidze i 65. w historii klubu.

## Rozgrywki

### Statystyki
Zasady klasyfikacji: minimum 1 start w rozgrywkach ekstraligi w sezonie 2012.
| Msc. | Żużlowiec          | Wiek | M. | B.  | Pkt. | Bon. | Razem | Śr. bieg. | KSM   |
| ---- | ------------------ | ---- | -- | --- | ---- | ---- | ----- | --------- | ----- |
| 2    | Niels K. Iversen   | 30   | 22 | 105 | 223  | 25   | 248   | 2,362     | 10,65 |
| 11   | Matej Žagar        | 29   | 22 | 97  | 183  | 22   | 205   | 2,113     | 7,83  |
| 23   | Krzysztof Kasprzak | 28   | 22 | 104 | 191  | 10   | 201   | 1,933     | 8,06  |
| 26   | Michael J. Jensen  | 20   | 22 | 99  | 161  | 25   | 186   | 1,879     | 7,78  |
| 27   | Bartosz Zmarzlik   | 17   | 18 | 72  | 117  | 16   | 133   | 1,847     | 6,50  |
| 31   | Tomasz Gollob      | 41   | 22 | 102 | 172  | 13   | 185   | 1,814     | 8,00  |
| 65   | Adrian Cyfer       | 17   | 22 | 63  | 29   | 6    | 35    | 0,556     | 1,28  |
| nsk  | Łukasz Kaczmarek   | 17   | 4  | 11  | 2    | 0    | 2     | 0,182     | 2,50  |

Wiek według roku urodzenia. Żużlowcy do 21 lat - młodzieżowcy (inaczej juniorzy),
M. - liczba meczów, B. - liczba biegów, Pkt. - liczba punktów, Bon. - liczba bonusów,
Razem - suma Pkt. i Bon., Śr. bieg. - iloraz Razem przez B., KSM - iloczyn Śr. bieg. bez Bon. razy 4,
Msc. - miejsce na liście klasyfikacyjnej, nsk - żużlowiec niesklasyfikowany

### Enea Ekstraliga
| 1 runda 9 kwietnia 2012 | Stal Gorzów Wielkopolski | 57:33 | Unibax Toruń | Stadion im. Edwarda Jancarza Widzów: 13 500 Sędzia: Piotr Lis |
| 1 runda 9 kwietnia 2012 | 9. Tomasz Gollob 12 (3,2,2,3,2) 10. Michael J. Jensen 5 (2,3,0,–,–) 11. Matej Žagar 10 (1,3,2,3,1) 12. Niels K. Iversen 13 (3,2,3,2,3) 13. Krzysztof Kasprzak 7 (2,2,1,2) 14. Adrian Cyfer 1 (1,0,0) 15. Bartosz Zmarzlik 9 (3,3,3,0,0) | 57:33 | 1. Adrian Miedziński 7 (1,0,0,1,2,3) 2. Mateusz Lampkowski 0 (0,–,–,–) 3. Chris Holder 10 (0,1,3,3,2,1) 4. Darcy Ward 9 (2,3,2,1,1,0) 5. Ryan Sullivan 4 (1,1,1,1,0,–) 6. Emil Pulczyński 3 (2,0,0,1) 7. Kamil Pulczyński 0 (0,–,0) | Stadion im. Edwarda Jancarza Widzów: 13 500 Sędzia: Piotr Lis |

| 2 runda 3 maja 2012 | Betard Sparta Wrocław | 43:47 | Stal Gorzów Wielkopolski | Stadion Olimpijski we Wrocławiu Sędzia: Artur Kuśmierz |
| 2 runda 3 maja 2012 | 9. Tai Woffinden 5 (1,2,2,t,0) 10. Sebastian Ułamek 10 (0,1,3,3,3) 11. Tomasz Jędrzejak 12 (3,3,2,2,3,0) 12. Fredrik Lindgren 7 (d,2,1,1,3) 13. Dennis Andersson 1 (0,1) 14. Patryk Dolny 0 (0,0,0) 15. Patryk Malitowski 7 (2,1,3,1,0) | 43:47 | 1. Krzysztof Kasprzak 4 (2,0,0,2) 2. Michael J. Jensen 7 (3,1,1,d,2) 3. Matej Žagar 7 (2,2,0,2,1) 4. Niels K. Iversen 8 (1,3,1,2,1) 5. Tomasz Gollob 14 (3,3,3,3,2) 6. Adrian Cyfer 2 (1,0,1) 7. Bartosz Zmarzlik 5 (3,2,0) | Stadion Olimpijski we Wrocławiu Sędzia: Artur Kuśmierz |

| 3 runda 22 kwietnia 2012 | Stal Gorzów Wielkopolski | 53:37 | PGE Marma Rzeszów | Stadion im. Edwarda Jancarza Widzów: 10 500 Sędzia: Wojciech Grodzki |
| 3 runda 22 kwietnia 2012 | 9. Tomasz Gollob 3 (1,2,d,d,0) 10. Michael J. Jensen 8 (2,1,3,2) 11. Matej Žagar 11 (3,2,3,2,1) 12. Niels K. Iversen 11 (2,3,1,3,2) 13. Krzysztof Kasprzak 14 (3,3,3,3,2) 14. Adrian Cyfer 1 (1,0,d) 15. Bartosz Zmarzlik 5 (3,1,1) | 53:37 | 1. Grzegorz Walasek 11 (3,1,2,3,2,0) 2. Maciej Kuciapa 0 (0,0,–,0) 3. Rafał Okoniewski 8 (0,2,2,1,3) 4. Lee Richardson 3 (1,1,1) 5. Jason Crump 11 (2,3,0,2,1,3) 6. Łukasz Sówka 4 (2,0,0,1,1) 7. Damian Michalski 0 (0,–,d) | Stadion im. Edwarda Jancarza Widzów: 10 500 Sędzia: Wojciech Grodzki |

| 4 runda 6 maja 2012 | Dospel Włókniarz Częstochowa | 32:58 | Stal Gorzów Wielkopolski | Arena Częstochowa Widzów: 15 000 Sędzia: Marek Wojaczek |
| 4 runda 6 maja 2012 | 9. Grzegorz Zengota 2 (d,1,0,–,1) 10. Kenneth Bjerre 8 (1,2,2,2,0,1) 11. Grigorij Łaguta 10 (1,t,0,3,3,3) 12. Mirosław Jabłoński 1 (0,1,–,0) 13. Daniel Nermark 9 (1,3,3,2) 14. Hubert Łęgowik 1 (1,0) 15. Artur Czaja 1 (u,0,0,0,1) | 32:58 | 1. Krzysztof Kasprzak 9 (3,3,1,2,0) 2. Michael J. Jensen 11 (2,2,2,3,2) 3. Matej Žagar 7 (2,1,3,1) 4. Niels K. Iversen 10 (3,2,1,2,2) 5. Tomasz Gollob 9 (2,3,3,1) 6. Adrian Cyfer 2 (2,0,0) 7. Bartosz Zmarzlik 10 (3,3,1,3) | Arena Częstochowa Widzów: 15 000 Sędzia: Marek Wojaczek |

| 5 runda 13 maja 2012 | Stal Gorzów Wielkopolski | 44:21 | Stelmet Falubaz Zielona Góra | Stadion im. Edwarda Jancarza Sędzia: Marek Wojaczek |
| 5 runda 13 maja 2012 | 9. Tomasz Gollob 5 (t,2,3) 10. Michael J. Jensen 9 (3,1,2,3) 11. Matej Žagar 7 (3,2,2) 12. Niels K. Iversen 8 (2,3,3) 13. Krzysztof Kasprzak 9 (1,3,3,2) 14. Adrian Cyfer 1 (1,0) 15. Bartosz Zmarzlik 5 (2,1,2,0) | 44:21 | 1. Andreas Jonsson 4 (2,1,1) 2. Aleksandr Łoktajew 0 (0,d,–,w) 3. Jonas Davidsson 1 (0,1,d,w) 4. Rune Holta 4 (1,2,1) 5. Piotr Protasiewicz 6 (0,3,2,1) 6. Patryk Dudek 6 (3,3,0) 7. Adam Strzelec 0 (u,–,0) | Stadion im. Edwarda Jancarza Sędzia: Marek Wojaczek |

| 6 runda 20 maja 2012 | Azoty Tauron Tarnów | 46:44 | Stal Gorzów Wielkopolski | Stadion Miejski w Tarnowie Widzów: 13 000 Sędzia: Piotr Lis |
| 6 runda 20 maja 2012 | 9. Greg Hancock 12 (2,2,3,2,3) 10. Dawid Lampart 1 (u,1,0) 11. Leon Madsen 3 (1,0,1,1) 12. Martin Vaculík 7 (2,3,2,0,0) 13. Janusz Kołodziej 11 (3,1,3,3,1) 14. Jakub Jamróg 4 (2,2,0) 15. Maciej Janowski 8 (3,1,1,2,1) | 46:44 | 1. Krzysztof Kasprzak 9 (1,2,0,3,3) 2. Michael J. Jensen 8 (3,1,2,0,2) 3. Matej Žagar 0 (d,d) 4. Niels K. Iversen 12 (3,3,2,1,1,2) 5. Tomasz Gollob 12 (2,3,1,3,3,0) 6. Bartosz Zmarzlik 2 (0,d,0,2) 7. Adrian Cyfer 1 (1,0) | Stadion Miejski w Tarnowie Widzów: 13 000 Sędzia: Piotr Lis |

| 7 runda 3 czerwca 2012 | Stal Gorzów Wielkopolski | 44:46 | Unia Leszno | Stadion im. Edwarda Jancarza Widzów: 11 000 Sędzia: Leszek Demski |
| 7 runda 3 czerwca 2012 | 9. Tomasz Gollob 2 (d,2,0,0) 10. Michael J. Jensen 8 (2,1,3,0,2) 11. Matej Žagar 3 (1,1,1) 12. Niels K. Iversen 13 (3,2,3,2,3) 13. Krzysztof Kasprzak 10 (2,2,2,3,1) 14. Adrian Cyfer 1 (0,1,0) 15. Bartosz Zmarzlik 7 (2,3,u,1,1) | 44:46 | 1. Jarosław Hampel 12 (3,3,1,3,2) 2. Piotr Pawlicki 6 (1,0,3,2,w) 3. Przemysław Pawlicki 8 (2,3,2,1,t) 4. Damian Baliński 0 (u,0) 5. Jurica Pavlic 10 (1,3,0,3,3) 6. Tobiasz Musielak 7 (3,0,1,2,1) 7. Kamil Adamczewski 3 (1,0,2,d) | Stadion im. Edwarda Jancarza Widzów: 11 000 Sędzia: Leszek Demski |

| 8 runda 10 czerwca 2012 | Polonia Bydgoszcz | 47:43 | Stal Gorzów Wielkopolski | Stadion Miejski im. Marszałka Józefa Piłsudskiego Widzów: 5 000 Sędzia: Leszek Demski |
| 8 runda 10 czerwca 2012 | 9. Emil Sajfutdinow 8 (1,2,2,d,3) 10. Artiom Łaguta 2 (0,1,1) 11. Robert Kościecha 10 (2,0,3,3,2) 12. Tomasz Gapiński 9 (0,3,2,1,3) 13. Krzysztof Buczkowski 8 (1,2,3,0,2) 14. Karol Jóźwik 1 (1,w,d) 15. Szymon Woźniak 9 (3,3,2,1) | 47:43 | 1. Krzysztof Kasprzak 5 (3,1,0,1) 2. Michael J. Jensen 8 (2,2,1,2,1) 3. Matej Žagar 7 (3,1,0,3,0) 4. Niels K. Iversen 11 (1,3,3,3,1) 5. Tomasz Gollob 8 (2,3,1,2,0) 6. Bartosz Zmarzlik 4 (2,0,2) 7. Adrian Cyfer 0 (0,0,0) | Stadion Miejski im. Marszałka Józefa Piłsudskiego Widzów: 5 000 Sędzia: Leszek Demski |

| 9 runda 17 czerwca 2012 | Stal Gorzów Wielkopolski | 59:31 | Lotos Wybrzeże Gdańsk | Stadion im. Edwarda Jancarza Widzów: 10 000 Sędzia: Remigiusz Substyk |
| 9 runda 17 czerwca 2012 | 9. Tomasz Gollob 8 (2,2,3,1,d) 10. Michael J. Jensen 5 (1,0,2,2) 11. Matej Žagar 14 (3,3,3,2,3) 12. Niels K. Iversen 11 (2,2,1,3,3) 13. Krzysztof Kasprzak 9 (0,3,3,3,0) 14. Bartosz Zmarzlik 7 (3,1,3) 15. Adrian Cyfer 5 (2,2,1) | 59:31 | 1. Tomas H. Jonasson 7 (3,1,0,1,1,1) 2. Kamil Brzozowski 0 (w,0) 3. Maksims Bogdanovs 2 (d,0,1,d,1) 4. Tomasz Chrzanowski 5 (1,2,0,0,2) 5. Nicki Pedersen 14 (3,3,2,2,2,2) 6. Krystian Pieszczek 2 (u,1,1,0) 7. Marcel Szymko 1 (1,–,0) | Stadion im. Edwarda Jancarza Widzów: 10 000 Sędzia: Remigiusz Substyk |

| 10 runda 24 czerwca 2012 | Lotos Wybrzeże Gdańsk | 41:49 | Stal Gorzów Wielkopolski | Stadion im. Zbigniewa Podleckiego Widzów: 3 000 Sędzia: Leszek Demski |
| 10 runda 24 czerwca 2012 | 9. Maksims Bogdanovs 6 (0,2,0,1,3) 10. Zbigniew Suchecki 6 (2,1,1,1,1) 11. Tomas H. Jonasson 10 (2,2,1,3,0,2) 12. Tomasz Chrzanowski 0 (0,0) 13. Nicki Pedersen 15 (3,3,3,3,2,1) 14. Marcel Szymko 2 (1,–,1) 15. Krystian Pieszczek 2 (2,0,u,0) | 41:49 | 1. Krzysztof Kasprzak 8 (3,1,2,2,0) 2. Michael J. Jensen 10 (1,3,1,3,2) 3. Matej Žagar 5 (1,2,2,0) 4. Niels K. Iversen 12 (3,1,3,2,3) 5. Tomasz Gollob 10 (2,3,2,3) 6. Adrian Cyfer 0 (d,0,d) 7. Bartosz Zmarzlik 4 (3,1,0,0) | Stadion im. Zbigniewa Podleckiego Widzów: 3 000 Sędzia: Leszek Demski |

| 11 runda 1 lipca 2012 | Stal Gorzów Wielkopolski | 52:37 | Polonia Bydgoszcz | Stadion im. Edwarda Jancarza Widzów: 10 500 Sędzia: Artur Kuśmierz |
| 11 runda 1 lipca 2012 | 9. Tomasz Gollob 11 (2,3,1,3,2) 10. Michael J. Jensen 4 (1,w,0,3) 11. Matej Žagar 8 (1,1,2,2,2) 12. Niels K. Iversen 12 (3,3,3,2,1) 13. Krzysztof Kasprzak 5 (3,2,d,0) 14. Adrian Cyfer 2 (2,0,0) 15. Bartosz Zmarzlik 10 (3,2,2,3) | 52:37 | 1. Emil Sajfutdinow 16 (3,2,3,2,3,3) 2. Daniił Iwanow 0 (0,0) 3. Krzysztof Buczkowski 8 (0,3,1,3,1,0) 4. Tomasz Gapiński 6 (2,1,2,u,1) 5. Robert Kościecha 5 (1,2,1,1,0) 6. Szymon Woźniak 2 (1,u,1) 7. Bartosz Bietracki 0 (0,0,w) | Stadion im. Edwarda Jancarza Widzów: 10 500 Sędzia: Artur Kuśmierz |

| 12 runda 15 lipca 2012 | Unia Leszno | 51:39 | Stal Gorzów Wielkopolski | Stadion im. Alfreda Smoczyka Widzów: 7 000 Sędzia: Jerzy Najwer |
| 12 runda 15 lipca 2012 | 9. Przemysław Pawlicki 4 (2,d,1,1,u) 10. Kamil Adamczewski 7 (0,3,2,2) 11. Troy Batchelor 4 (0,3,1,0) 12. Damian Baliński 10 (3,2,3,2) 13. Jurica Pavlic 9 (3,1,2,3,0) 14. Tobiasz Musielak 7 (3,0,2,2) 15. Piotr Pawlicki 10 (2,2,3,3) | 51:39 | 1. Krzysztof Kasprzak 7 (3,1,0,1,2) 2. Michael J. Jensen 1 (1,0,–,1) 3. Matej Žagar 3 (1,2,0,0) 4. Niels K. Iversen 13 (2,3,1,3,3,1) 5. Tomasz Gollob 5 (1,1,2,0,1) 6. Bartosz Zmarzlik 9 (1,2,t,3,3) 7. Adrian Cyfer 0 (0,0) | Stadion im. Alfreda Smoczyka Widzów: 7 000 Sędzia: Jerzy Najwer |

| 13 runda 22 lipca 2012 | Stal Gorzów Wielkopolski | 49:41 | Azoty Tauron Tarnów | Stadion im. Edwarda Jancarza Widzów: 12 500 Sędzia: Leszek Demski |
| 13 runda 22 lipca 2012 | 9. Tomasz Gollob 1 (d,1) 10. Michael J. Jensen 10 (2,0,2,3,3) 11. Matej Žagar 9 (3,0,3,3,w) 12. Niels K. Iversen 13 (1,2,3,1,3,3) 13. Krzysztof Kasprzak 6 (2,1,3,0) 14. Adrian Cyfer 0 (0,0,0) 15. Bartosz Zmarzlik 10 (3,1,2,2,2) | 49:41 | 1. Greg Hancock 10 (3,3,1,2,1) 2. Dawid Lampart 1 (1,t,0) 3. Martin Vaculík 8 (0,3,1,2,2) 4. Leon Madsen 6 (2,2,d,1,1) 5. Janusz Kołodziej 6 (3,3,0,0,0) 6. Maciej Janowski 7 (2,1,2,1,1) 7. Kacper Gomólski 3 (1,0,2) | Stadion im. Edwarda Jancarza Widzów: 12 500 Sędzia: Leszek Demski |

| 14 runda 7 sierpnia 2012 | Stelmet Falubaz Zielona Góra | 45:45 | Stal Gorzów Wielkopolski | Stadion Żużlowy w Zielonej Górze Widzów: 14 500 Sędzia: Leszek Demski |
| 14 runda 7 sierpnia 2012 | 9. Piotr Protasiewicz 11 (3,2,1,3,2) 10. Łukasz Jankowski 3 (0,–,3,0) 11. Aleksandr Łoktajew 8 (2,1,3,1,1) 12. Rune Holta 3 (0,2,1,0) 13. Andreas Jonsson 10 (1,3,2,3,1) 14. Adam Strzelec 1 (1,0,0) 15. Patryk Dudek 9 (3,3,0,0,3) | 45:45 | 1. Michael J. Jensen 7 (1,d,1,3,2) 2. Tomasz Gollob 12 (2,3,3,1,3) 3. Niels K. Iversen 9 (3,2,2,2,0) 4. Matej Žagar 2 (1,1,0) 5. Krzysztof Kasprzak 7 (2,1,2,2) 6. Bartosz Zmarzlik 8 (2,3,2,1,0) 7. Adrian Cyfer 0 (0,d,d) | Stadion Żużlowy w Zielonej Górze Widzów: 14 500 Sędzia: Leszek Demski |

| 15 runda 18 sierpnia 2012 | Stal Gorzów Wielkopolski | 61:28 | Dospel Włókniarz Częstochowa | Stadion im. Edwarda Jancarza Widzów: 10 000 Sędzia: Jerzy Najwer |
| 15 runda 18 sierpnia 2012 | 9. Tomasz Gollob 4 (0,1,1,2) 10. Michael J. Jensen 8 (2,3,2,0,1) 11. Niels K. Iversen 12 (2,2,2,3,3) 12. Matej Žagar 15 (3,3,3,3,3) 13. Krzysztof Kasprzak 14 (3,3,3,3,2) 14. Adrian Cyfer 4 (2,1,1) 15. Bartosz Zmarzlik 4 (3,1,0) | 61:28 | 1. Grzegorz Zengota 5 (1,0,2,2,0) 2. Mirosław Jabłoński 7 (3,1,1,1,1) 3. Grigorij Łaguta 8 (1,2,3,2,d) 4. Rafał Szombierski 0 (d,d,u,w) 5. Kenneth Bjerre 8 (2,2,1,1,2) 6. Artur Czaja 0 (w) 7. Hubert Łęgowik 0 (u) | Stadion im. Edwarda Jancarza Widzów: 10 000 Sędzia: Jerzy Najwer |

| 16 runda 12 sierpnia 2012 | PGE Marma Rzeszów | 40:50 | Stal Gorzów Wielkopolski | Stadion Miejski w Rzeszowie Widzów: 5 000 Sędzia: Artur Kuśmierz |
| 16 runda 12 sierpnia 2012 | 9. Rafał Okoniewski 5 (2,t,1,1,1) 10. Maciej Kuciapa 3 (3,1,0,d) 11. Jason Crump 10 (3,2,3,2,0) 12. Joonas Kylmäkorpi 0 (u) 13. Grzegorz Walasek 10 (1,d,2,3,2,2) 14. Łukasz Kret 3 (1,1,0,1,0) 15. Łukasz Sówka 8 (3,2,3,0,0) | 40:50 | 1. Tomasz Gollob 9 (1,1,3,1,3,0) 2. Michael J. Jensen 9 (0,1,3,2,3) 3. Niels K. Iversen ZZ 4. Matej Žagar 13 (w,3,3,1,3,3) 5. Krzysztof Kasprzak 10 (0,3,2,2,2,1) 6. Bartosz Zmarzlik 9 (2,2,2,2,1) 7. Adrian Cyfer 0 (0,–,0) | Stadion Miejski w Rzeszowie Widzów: 5 000 Sędzia: Artur Kuśmierz |

| 17 runda 19 sierpnia 2012 | Stal Gorzów Wielkopolski | 57:33 | Betard Sparta Wrocław | Stadion im. Edwarda Jancarza Widzów: 14 400 Sędzia: Jerzy Najwer |
| 17 runda 19 sierpnia 2012 | 9. Tomasz Gollob 7 (2,2,1,2) 10. Michael J. Jensen 10 (0,3,3,2,2) 11. Niels K. Iversen 9 (1,2,2,3,1) 12. Matej Žagar 14 (2,3,3,3,3) 13. Krzysztof Kasprzak 8 (3,3,2,0,0) 14. Adrian Cyfer 3 (2,0,1) 15. Bartosz Zmarzlik 6 (3,2,1) | 57:33 | 1. Tomasz Jędrzejak 6 (3,1,0,2,0) 2. Dennis Andersson 9 (1,0,3,1,3,1) 3. Tai Woffinden 5 (0,1,0,1,3) 4. Fredrik Lindgren 10 (3,2,2,1,2) 5. Sebastian Ułamek 2 (1,1,–,0) 6. Patryk Malitowski 1 (1,d,0) 7. Patryk Dolny 0 (d,0,d) | Stadion im. Edwarda Jancarza Widzów: 14 400 Sędzia: Jerzy Najwer |

| 18 runda 26 sierpnia 2012 | Unibax Toruń | 50:40 | Stal Gorzów Wielkopolski | Motoarena Toruń Widzów: 7 880 Sędzia: Jerzy Najwer |
| 18 runda 26 sierpnia 2012 | 9. Darcy Ward 10 (2,2,2,1,3) 10. Adrian Miedziński 10 (3,1,3,1,2) 11. Ryan Sullivan 13 (2,2,3,3,3) 12. Karol Ząbik 0 (0,0) 13. Chris Holder 6 (0,2,2,0,2) 14. Kamil Pulczyński 4 (2,0,2) 15. Emil Pulczyński 7 (3,3,1,0,0) | 50:40 | 1. Krzysztof Kasprzak 3 (1,1,0,1,d) 2. Michael J. Jensen 12 (0,3,3,3,2,1) 3. Niels K. Iversen 4 (1,1,1,–,1) 4. Matej Žagar 6 (3,3) 5. Tomasz Gollob 12 (2,3,2,2,3,w) 6. Adrian Cyfer 0 (0,0,0) 7. Bartosz Zmarzlik 3 (1,1,d,1) | Motoarena Toruń Widzów: 7 880 Sędzia: Jerzy Najwer |

| 19 runda 9 września 2012 | Stelmet Falubaz Zielona Góra | 45:45 | Stal Gorzów Wielkopolski | Stadion Żużlowy w Zielonej Górze Widzów: 13 000 Sędzia: Piotr Lis |
| 19 runda 9 września 2012 | 9. Piotr Protasiewicz 13 (1,1,2,2,2,2,3) 10. Jonas Davidsson 0 (0,0,w) 11. Aleksandr Łoktajew 11 (1,2,0,2,3,2,1) 12. Rune Holta 3 (d,0,3,0) 13. Andreas Jonsson ZZ 14. Adam Strzelec 4 (3,–,0,1) 15. Patryk Dudek 14 (2,2,3,1,t,3,3) | 45:45 | 1. Krzysztof Kasprzak 11 (3,3,3,2,0) 2. Michael J. Jensen 6 (2,1,2,1) 3. Matej Žagar 7 (2,2,3,0,0) 4. Niels K. Iversen 10 (3,1,1,3,2) 5. Tomasz Gollob 9 (3,3,1,1,1) 6. Adrian Cyfer 2 (1,1,0) 7. Łukasz Kaczmarek 0 (0,0,0) | Stadion Żużlowy w Zielonej Górze Widzów: 13 000 Sędzia: Piotr Lis |

| 20 runda 16 września 2012 | Stal Gorzów Wielkopolski | 56:34 | Stelmet Falubaz Zielona Góra | Stadion im. Edwarda Jancarza Widzów: 14 200 Sędzia: Leszek Demski |
| 20 runda 16 września 2012 | 9. Tomasz Gollob 8 (2,2,2,1,1) 10. Michael J. Jensen 6 (1,1,1,3) 11. Matej Žagar 12 (3,2,2,3,2) 12. Niels K. Iversen 13 (1,3,3,3,3) 13. Krzysztof Kasprzak 13 (3,2,3,2,3) 14. Adrian Cyfer 2 (2,0,0) 15. Łukasz Kaczmarek 2 (1,1,0) | 56:34 | 1. Piotr Protasiewicz 10 (3,2,1,2,u,2) 2. Krzysztof Jabłoński 0 (0,0,1,–,0,0) 3. Aleksandr Łoktajew 10 (2,3,3,0,1,1) 4. Rune Holta 8 (0,1,3,w,2,2) 5. Jonas Davidsson ZZ 6. Adam Strzelec 2 (t,u,1,1,0) 7. Patryk Dudek 3 (3,w) | Stadion im. Edwarda Jancarza Widzów: 14 200 Sędzia: Leszek Demski |

| 21 runda 9 października 2012 | Stal Gorzów Wielkopolski | 47:42 | Azoty Tauron Tarnów | Stadion im. Edwarda Jancarza Widzów: 14 300 Sędzia: Wojciech Grodzki |
| 21 runda 9 października 2012 | 9. Tomasz Gollob 3 (1,d,2,0) 10. Michael J. Jensen 5 (2,1,1,0,1) 11. Matej Žagar 12 (2,1,3,3,3) 12. Niels K. Iversen 12 (3,3,1,3,2) 13. Krzysztof Kasprzak 14 (3,3,3,2,3) 14. Adrian Cyfer 1 (1,0,0) 15. Łukasz Kaczmarek 0 (u,t,0) | 47:42 | 1. Greg Hancock 8 (3,2,2,1,0) 2. Jakub Jamróg 0 (0) 3. Martin Vaculík 6 (1,2,0,1,2) 4. Leon Madsen 7 (d,1,3,2,1) 5. Janusz Kołodziej 5 (2,2,0,1) 6. Kacper Gomólski 7 (2,0,3,2,0) 7. Maciej Janowski 9 (3,d,1,2,3) | Stadion im. Edwarda Jancarza Widzów: 14 300 Sędzia: Wojciech Grodzki |

| 22 runda 14 października 2012 | Azoty Tauron Tarnów | 51:39 | Stal Gorzów Wielkopolski | Stadion Miejski w Tarnowie Sędzia: Marek Wojaczek |
| 22 runda 14 października 2012 | 9. Greg Hancock 6 (1,2,2,0,1) 10. Jakub Jamróg 6 (3,3,0) 11. Leon Madsen 14 (3,3,3,3,2) 12. Martin Vaculík 8 (1,d,1,3,3) 13. Janusz Kołodziej 7 (3,1,3,0,0) 14. Kacper Gomólski 3 (2,0,1) 15. Maciej Janowski 7 (3,1,0,3) | 51:39 | 1. Krzysztof Kasprzak 9 (2,1,2,2,2) 2. Michael J. Jensen 3 (0,2,1) 3. Matej Žagar 11 (0,3,3,2,0,3) 4. Niels K. Iversen 7 (2,2,1,1,1) 5. Tomasz Gollob 8 (2,1,2,2,1) 6. Adrian Cyfer 1 (1,0,0,0) 7. Łukasz Kaczmarek 0 (0,–,0) | Stadion Miejski w Tarnowie Sędzia: Marek Wojaczek |

### Bilans meczów
| Runda    | 1 | 3 | 2 | 4 | 5 | 6 | 7 | 8 | 9 | 10 | 11 | 12 | 13 | 14 | 16 | 15 | 17 | 18 | 19 | 20 | 21 | 22 |
| Miejsce  | D | D | W | W | D | W | D | W | D | W  | D  | W  | D  | W  | W  | D  | D  | W  | W  | D  | D  | W  |
| Rezultat | Z | Z | Z | Z | Z | P | P | P | Z | Z  | Z  | P  | Z  | R  | Z  | Z  | Z  | P  | R  | Z  | Z  | P  |
| Pozycja  | 2 | 1 | 1 | 1 | 1 | 2 | 2 | 4 | 3 | 2  | 2  | 3  | 2  | 1  | 1  | 1  | 1  | 2  | 2  | 1  | 1  | 2  |

Legenda:       runda zasadnicza: kolejki 1–18;       play-off: kolejki 19–22;       1. miejsce;       2. miejsce;       3. miejsce;       baraż o prawo startu w ekstralidze w 2013 roku;       spadek
D – mecz rozgrywany u siebie; W – mecz rozgrywany na wyjeździe; Z – zwycięstwo; P – przegrana; R – remis